# TUTSIM
TUTSIM is een softwarepakket dat in de jaren 80 en 90 werd gebruikt voor de modelvorming en simulatie van multi-domein systemen met blokschema's en bondgrafen. TUTSIM was een van de eerste wetenschappelijke software pakketten die op een IBM-PC beschikbaar was en verkreeg daarmee grote bekendheid in de simulatiewereld.

## Geschiedenis
Eind jaren 60 werden regelsystemen met analoge computers doorgerekend. Dit waren elektronische apparaten waarmee oplossingen van differentiaalvergelijkingen nagebootst konden worden. Analoge simulatoren waren niet flexibel: elke verandering van het regelsysteem vereiste het omstreken van kabels en nauwkeurige controle wat vaak enkele uren in beslag nam. TUTSIM (Twente University of Technology SIMulator) werd aan het begin van de jaren 70 ontwikkeld op het Laboratorium voor regeltechniek van de Universiteit Twente als alternatief voor deze analoge simulatoren. Het programma werd oorspronkelijk ontwikkeld voor de PDP-11 en de LSI-11 series van DEC. Aan het eind van de jaren 70 werd het programma omgezet om op microprocessoren te draaien zoals de MOS 6502 van de Apple II en de Intel 8086 van de IBM Personal Computer.
Het bedrijf Meerman Automation nam daarna de ontwikkeling van het pakket over. Met de opkomst van de IBM PC kreeg TUTSIM bekendheid, omdat het simulaties beschikbaar maakte voor wetenschappers overal te wereld. Omdat er geen grafische gebruikersomgeving voor TUTSIM werd ontwikkeld, nam de populariteit van het pakket bij het opkomen van Microsoft Windows snel af. Herhaalde verzoeken van de bondgraaf gemeenschap leiden er uiteindelijk toe dat op de Universiteit Twente een opvolger van het pakket werd ontwikkeld die in 1995 als 20-sim op de markt werd gebracht.

## Gebruik
TUTSIM was een interactieve simulatie taal voor continue dynamische systemen. De invoer ging in de vorm van blokschema's of bondgrafen. Door het ontbreken van een grafische gebruikersomgeving, moest de invoer in tekstuele vorm worden gedaan door het invoeren van commando's en argumenten. Voor de simuatie waren vaste-stapgrootte-integratiemethodes beschikbaar. De simulatie resultaten werden getoond in de vorm van numerieke tabellen en grafieken die met een plotter uitgeprint konden worden.